# Бенеш-Мраз Be-60 Бестиола
Бенеш-Мраз Be-60 Бестиола је био лаки спортски, туристички и вишенаменски авион произведен у Чехословачкој 1930-их и намењен за аеро клубове и школе летења. Био је то први пројекат од 1. априла 1935. године новоосноване фабрике  Бенеш-Мраз, Фабрика авиона Хоцења.

## Пројектовање и развој
Авион Be-60 Бестиола је настао као први пројект новоосноване фабрике авиона Бенеш-Мраз из Хоцења .  Инж. Павел Бенеш је прешао из фабрике Прага почетком 1935. (пре тога је био пројектант у Авији) и заједно са инж. Јарославом Мраз, који се бавио поправком парних локомотива и производњом расхладне опреме, у априлу 1935. године основао је ново предузеће у Хоцењу, чији је главна орјентација била производња спортских авиона . Павелу Бенешу су дошли инжењери из Авије. Зденек Рублич и Јан Кришпин. Заједно су почели да припремају конструкцију авиона који је пројектовао инж. Павел Бенеш, а надели су му име Бенеш-Мраз Бе-60 Бестиола.
Први прототип је први пут полетео 10. јула 1935. којим је пилотирао фабрички пробни пилот Јосеф Коукал  Пробни летови су открили мање недостатке. Авион је имао лошу брзину пењања и био је нестабилан. Модификовани прототип са продуженим трупом и ширим размахом крила поново је полетео 13. августа 1935 . Модификовани авион је 29. августа 1935. успешно прошао службени испит Министарства јавних радова (МВП) и 13. септембра 1935. уписан је у регистар ваздухопловства са регистрацијом OK-BEA. Други  прототип (OK-BEC), је завршен 3. октобра 1935, а регистрован 9. октобра 1935. Он је већ у потпуности одговарао серијским авионима произведеним касније. Авион је прошао испитивања у Војнотехничком и опитном заводу ( ВТЛУ ), а на основу тих испитивања предложена је замена страних инструмената домаћим. Министарство народне одбране (МНО) наручило је прву серију од 20 авиона.
МВП је 1935. преузео прва 3 произведена авиона (производни бројеви 1-3) а МНО од јула до септембра 1936. примио преосталих 19 авиона (п.бр. 4-22). Авиони које је преузео МНО летели су са регистрацијама издатим од јула до децембра 1936. године. Сви авиони су предати чехословачким аероклубовима (9 у Чешкој, 6 у Моравској и 3 у Словачкој) и огранцима Масарикове ваздухопловне лиге (Кошице, Ужгород) за обуку пилота . Последњи произведени авион, са регистрацијом OK-BEM  је коришћен у фабрици Бенеш-Мраз .
Укупно су произведена 23 авиона Be-60.
Овај тип авиона је требало да прате планиране верзије Be-62 са мотором Walter Minor 4, и Be-64 са мотором Pobjoy R, али до њихове изградње није дошло, с обзиром да је приоритет  дат развоју нискокрилних авиона, који је покренуо Be-50 Бета-Минор .

## Опис авиона
Био је то потпуно дрвени, мало „буцкасти“, једномоторни висококрилац (осим делова крила обложених платном и кормила )   са затвореним простором за посаду, за двоје људи који су седели један поред другог.
Дрвена решеткаста конструкција четвороугаоног трупа била је у предњем делу обложена алуминијумским ( дуралним ) лимовима, а остатак трупа био је обложен шперплочом. Дизајн вентилисане кабине са подесивим наслонима седишта и двоструким управљањем (са једном рачвастом управљачком полугом - палицом и заједничком контролном таблом) омогућио је да оба члана посаде могу да управљају авионом. Чланови посаде имају довољан поглед напред (кроз предњи ветробран) и на обе стране кроз провидни део оба врата. Након отварања прозора, омогућен је поглед назад и доле испод авиона.
Погонска група код прототипова је представљао четвороцилиндрични мотор Walter Mikron I са висећим цилиндрима снаге 45-50 KS (33-37 kW ). У серијској производњи коришћена је снажнија верзија мотора Walter Mikron 4-II снаге 60-65 КС (44-48 kW) са повећаним цилиндрима и степеном компресије. Сви авиони овог типа су имали дрвене двокраке елисе фиксног корака. Поклопац мотора је направљен од дуралуминијумског лима, чији су зглобни делови омогућавали лак приступ компонентама мотора. Резервоар за гориво запремине 46 литара бензина налазио се у трупу иза противпожарног зида. Испод мотора на предњој прегради трупа налазио се резервоар за уље запремине 5 l. Потрошња бензина је била 7 kg/100 km.
Преклопна крила   су била ојачана челичним упорницама која су се ослањала на носећу конструкцију трупа. Дрвено крило је било сачињено од рамењача и решеткастих ребара делимично обложених платном, а делом обложених фурниром . Крилца (елерони) су управљана челичним сајлама. Захваљујући ојачању подупирачима направљених од , профилисаних челичних цеви, крило је било склопиво према вертикалној оси трупа авиона захваљујући шаркама које су се налазиле на крилима и  подупирачма. Крила се скалпају на горњу страну трупа. Након склапања крила, за само 1 минут, ширина авиона се смањује на 3,2 м.
Робусни стајни трап са трагом точкова од 1,9 м пројектован је тако да омогући авиону безбедно слетање а у случају удеса, труп остане неоштећен . Дрљача је била ротирајућа око вертикалне осе.
Репне површине:  Конструкција вертикалног стабилизатора је била саставни део конструкције трупа. Хоризонтални стабилизатори су били самоносећи, сједињени са трупом.  Сви фиксни делови репних површина су били обложени дрвеном лепенком.  Покретне репне површине (кормила) биле су прекривене платном, кормилима се управљало сајлама.

## Оперативно коришћење
Већ септембра 1935. први произведени авион OK-BEA учествовао је у националном купу Чехословачке Републике, а посада Ф. Кладека – др. Руцкл,  се пласирала на шесто место. Пилот Ф. Кладек из Аероклуба РЧс. за свој наступ добио је нематеријалну награду, стаклени пехар града Братиславе и нематеријалну награду фирме Walter за најбоље авијатичаре са Walter-овим мотором.
Дана 11. октобра 1935. године, Бестиола је полетео на промотивни лет за Југославију, али упркос томе што није имао ни најмањих проблема током лета и упркос успешном току демонстрација, није га било могуће остварити. У пролеће 1936. године, авион је био изложен заједно са другим чехословачким типовима на пролећном сајму у оргаизацији Аероклуба РЧс, који је одржан од 8. до 15. марта у Прагу у изложбеном центру, а изложбу је посетило преко 90.000 људи, међу којима је био и председник републике др. Едвард Бенеш са супругом.
Авион Be-60 Бестиола имао је изузетне перформансе, што га сврстава међу најуспешније висококрилне моноплане са слабијим мотором. Достигао је брзину од 145–150 km на сат, имао је релативно кратко полетање и слетање. Његове карактеристике у лету су оцењене као веома повољне, па је био веома популаран у појединим аеро-клубовима.
Током делимичне мобилизације у мају и пуне мобилизације у септембру 1938. године, 18 авиона је преузело Чехословачко ратно ваздухопловство и авиони су распоређени у курирске ескадриле. Авиони нису били наоружани. Након распада Чехословачке 15. марта 1939. у Словачкој су остала 3 авиона , а 15 је користила  Луфтвафе за обуку у ваздухопловним школама.
Инж. Питер Такса је направио 2016. године летећу реплику  овог авиона са Сузуки мотором. Авион лети са оригиналном регистрацијом OK-BEC и стално је изложен у Музеју ваздухопловства Методија Влаха у Младој Болеслави.

## Корисници
- Чехословачка
- Словачка
- Нацистичка Немачка